# Степные скачки
«Степные скачки» — конно-спортивный праздник проходящий в посёлке Гавриловский Алексеевского района Самарской области и посвящённый памяти Л. Н. Толстого, проходящий ежегодно с 2005 года.
В Алексеевском районе, находилась усадьба графа Л. Н. Толстого. По инициативе писателя впервые скачки прошли здесь в 1875 году. Конные соревнования тогда проводились на двух дистанциях — 25 и 50 верст. Помимо соревноветельных аспектов это мероприятие способствовало сближению трех культур — русской дворянской усадьбы, степных кочевников и крестьян-переселенцев.
В 2004 году по инициативе заместителя председателя Самарского историко-филологического общества В. Б. Овсянникова и при поддержке поддержке главы Алексеевского района А. А. Перова состоялась выставка на которой был представлен туристский маршрут «Лев Толстой в Самарском Заволжье».
Возрождение «Степных скачек» состоялось 9 сентября 2005 года. Фестиваль направлен на знакомство его участников с обычаями и культурными традициями народов проживающих на территории Самарской области (башкир, татар и казахов). Праздник собирает ежегодно от трех до пяти тысяч человек, и представляет собой одну из форм альтернативного туризма.
В 2006 году на празднике присутствовал праправнук Л. Н. Толстого — директор государственного мемориального и природного заповедника "Музей-усадьба Л. Н. Толстого «Ясная Поляна» Владимир Толстой и телеведущая Фекла Толстая. В забеге на 10 верст (10,663 км) победила воспитанница борской конно-спортивной школы Юлия Толмачёва. Ей и достался приз учреждённый правительством Самарской области — специальный кубок и денежная премия в размере 50 тысяч рублей.